# Steinkiste von Farven

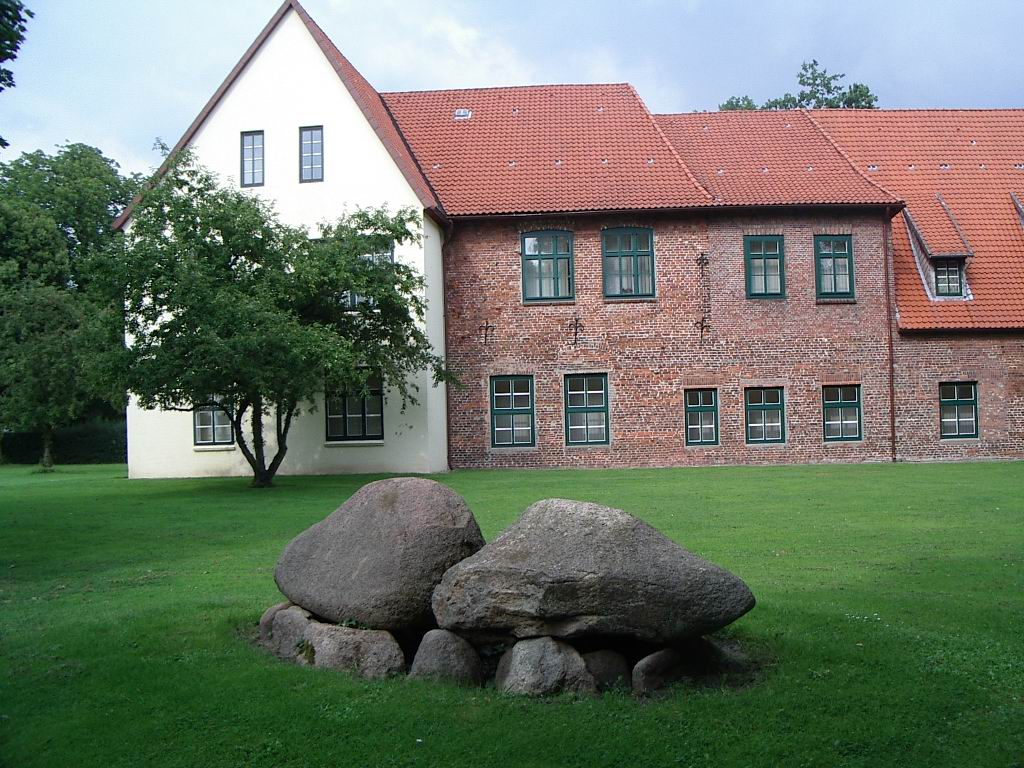
Versetzte Steinkiste von Farven

Die Steinkiste von Farven ist ein archäologischer Fundplatz bei Farven im Landkreis Rotenburg (Wümme) in Niedersachsen.

## Beschreibung
Diese Steinkiste gehört zu den grazileren Bauten der Endjungsteinzeit bzw. frühen Bronzezeit im Norden. Sie erinnert vom Aufbau an die Megalithanlagen der Trichterbecherkultur (TBK), aber in diesen Kisten war nur jeweils eine Person bestattet.
Am westlichen Ortsrand von Farven lagen mehrere Hügelgräber. Aus einem Hügel barg man eine Steinkiste mit elf, zum Teil sehr kleinen Seitensteinen und zwei relativ wuchtigen Decksteinen. Nur die beiden Decksteine haben Megalithformat. Die innen etwa 2,0 m lange und bis 0,95 m breite Kammer mit ihren bis zu 70 cm hohen Tragsteinen war fast komplett in den Boden eingetieft. Der Boden war mit einem Pflaster aus Rollsteinen bedeckt, auf dem ein Tongefäß gefunden wurde. Die Kiste war mit einem Erdhügel bedeckt.
Die rekonstruierte Steinkiste befindet sich heute auf einer Wiese hinter dem Bachmann-Museum in Bremervörde. Das Museum zeigt eine Ausstellung zur Ur- und Frühgeschichte.